# (8608) Челомей
(8608) Челомей (лат. Chelomey) — типичный астероид главного пояса, открыт 16 декабря 1976 года советским астрономом Людмилой Черных в Крымской астрофизической обсерватории и 13 апреля 2006 года назван в честь советского конструктора ракетно-космической техники Владимира Челомея.

## Обнаружение и именование
(8608) Челомей
Открыт 16 декабря 1976 года в Крымской астрофизической обсерватории Л. И. Черных.
Владимир Николаевич Челомей (1914—1984) — выдающийся конструктор космической техники, создал космические системы для пилотируемых станций "Салют" и различных других применений.
Оригинальный текст (англ.)8608 Chelomey
Discovered 1976 Dec. 16 by L. I. Chernykh at the Crimean Astrophysical Observatory.
Vladimir Nikolaevich Chelomey (1914—1984), an outstanding designer of space technology, created space systems for Salyut manned stations and various other applications.
Источники: 20060413/MPCPages.arc; M.P.C. 56612.

## Орбита

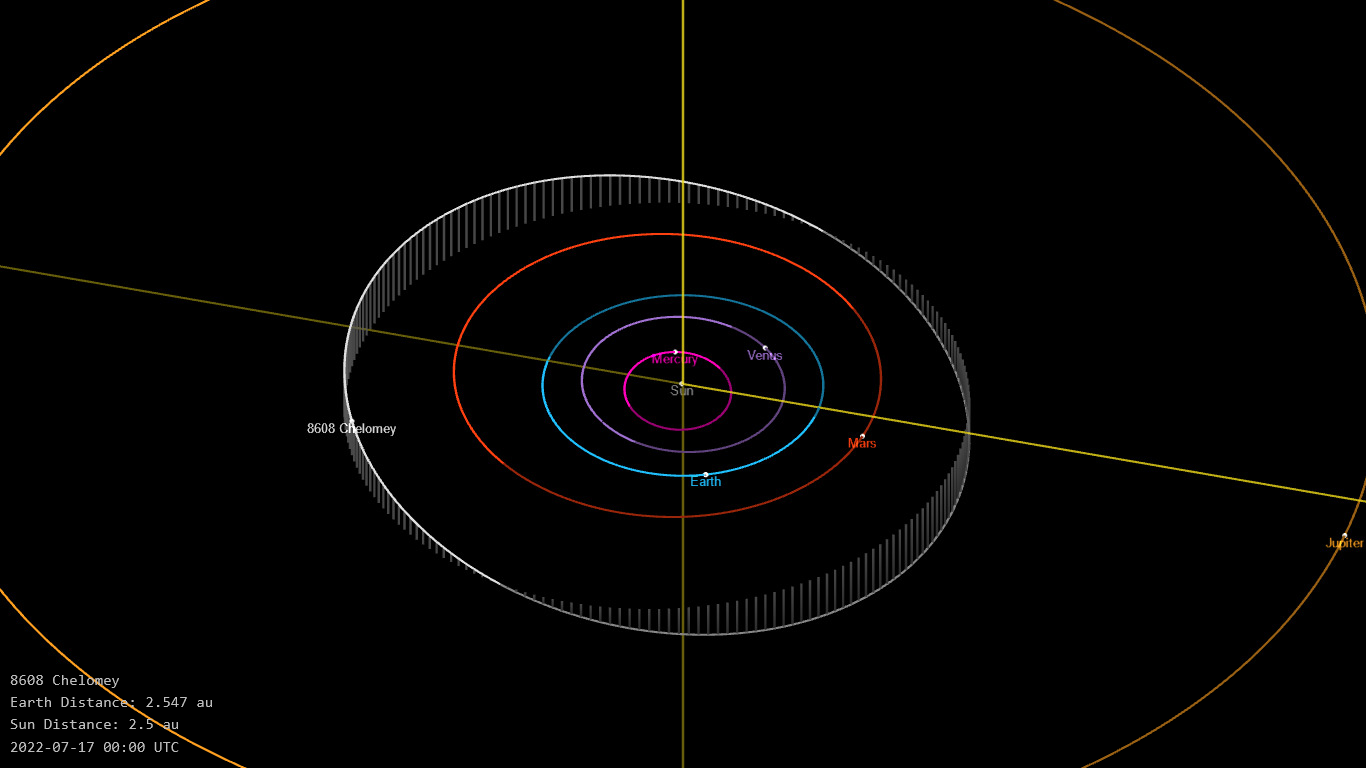
Орбита астероида Челомей и его положение в Солнечной системе

## Физические характеристики
Астероид относится к таксономическому классу S.
По результатам наблюдений в видимом и ближнем инфракрасном диапазоне космического телескопа NEOWISE диаметр астероида сначала оценивался равным 4,84±1,11 км, позже — 5,74±1,79 км, 5,304±0,091 км, 4,55±1,01 км и 4,95±1,21 км, 5,02±1,21 км. Согласно тем же источникам альбедо оценивается как 0,14±0,12, 0,06±0,03, 0,120±0,017, 0,148±0,123 и 0.113±0.062, 0,113±0,063.